# Rafnia acuminata
Rafnia acuminata là một loài thực vật có hoa trong họ Đậu. Loài này được (E. Mey.) G.J. Campb. & B.-E. van Wyk mô tả khoa học đầu tiên năm 2001.